# 大津郡
- 令制国一覧 > 山陽道 > 長門国 > 大津郡
- 日本 > 中国地方 > 山口県 > 大津郡

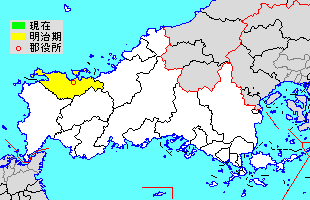
山口県大津郡の位置

大津郡（おおつぐん）は、山口県（長門国）にあった郡。

## 郡域
1879年（明治12年）に行政区画として発足した当時の郡域は、現在の長門市にあたる。

## 歴史
寛文4年（1664年）に見島郡が分立した。

### 近世以降の沿革
- 明治初年時点では全域が周防山口藩領であった。「旧高旧領取調帳」に記載されている明治初年時点での支配は以下の通り。（23村3浦）

三隅上村、三隅中村、三隅下村、通浦、青海島、白潟浦、瀬戸崎浦、深川村、俵山村、真木村、渋木村、日置上村、日置中村、日置下村、蔵小田村、角山村、後畑村、津黄村、川尻村、向津具上村、向津具下村、河原村、新別名村、久富村、伊上村、野田村
- 幕末期 - 青海島（東大日浦・青海村）が瀬戸崎浦に合併。（22村2浦）
- 明治4年7月14日（1871年8月29日） - 廃藩置県により山口県の管轄となる。
- 明治初年（24村2浦）
  - 深川村が分割して東深川村・西深川村・深川湯本村となる。
  - 白潟浦が瀬戸崎浦に合併。
- 明治12年（1879年）1月6日 - 郡区町村編制法の山口県での施行により行政区画としての大津郡が発足。郡役所が東深川村に設置。

### 町村制以降の沿革

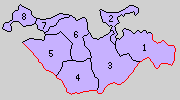
1.三隅村 2.仙崎通村 3.深川村 4.俵山村 5.菱海村 6.日置村 7.宇津賀村 8.向津具村（紫：長門市）

- 明治22年（1889年）4月1日 - 町村制の施行により、下記の各村が発足。全域が現・長門市。（8村）
  - 三隅村 ← 三隅上村、三隅中村、三隅下村
  - 仙崎通村 ← 通浦、瀬戸崎浦
  - 深川村 ← 東深川村、西深川村、深川湯本村、真木村、渋木村
  - 俵山村（単独村制）
  - 菱海村 ← 伊上村、河原村、新別名村、久富村
  - 日置村 ← 日置上村、日置中村、日置下村、野田村、蔵小田村
  - 宇津賀村 ← 津黄村、後畑村、角山村
  - 向津具村 ← 向津具上村、向津具下村、川尻村
- 明治29年（1896年）9月1日 - 郡制を施行。
- 明治32年（1899年）4月1日 - 仙崎通村の一部（通浦）が分立して通村が発足。仙崎通村の残部が改称して仙崎村となる。（9村）
- 大正3年（1914年）4月15日 - 仙崎村が町制施行して仙崎町となる。（1町8村）
- 大正12年（1923年）4月1日 - 郡会が廃止。郡役所は存続。
- 大正15年（1926年）7月1日 - 郡役所が廃止。以降は地域区分名称となる。
- 昭和3年（1928年）11月1日 - 深川村が町制施行して深川町となる。（2町7村）
- 昭和17年（1942年）11月3日 - 三隅村が町制施行して三隅町となる。（3町6村）
- 昭和29年（1954年）
  - 3月31日 - 通村・仙崎町・深川町・俵山村が合併して長門市が発足し、郡より離脱。（1町4村）
  - 5月1日 - 菱海村・宇津賀村・向津具村および日置村の一部（大字蔵小田の大部分[5]）が合併して油谷町が発足。（2町1村）
- 昭和53年（1978年）4月1日 - 日置村が町制施行して日置町が発足。（3町）
- 平成17年（2005年）3月22日 - 三隅町・日置町・油谷町が長門市と合併し、改めて長門市が発足。同日大津郡消滅。

### 変遷表
| 明治22年以前 | 明治22年以前            | 明治22年 4月1日 町村制施行 | 明治22年 - 明治45年        | 大正元年 - 昭和20年         | 昭和21年 - 昭和64年        | 平成元年 - 現在        | 現在   |
| ------------ | ----------------------- | -------------------------- | -------------------------- | --------------------------- | -------------------------- | ---------------------- | ------ |
| 深川村       | 明治初年 東深川村       | 深川村                     | 深川村                     | 昭和3年11月1日 町制 深川村  | 昭和29年3月31日 長門市     | 平成17年3月22日 長門市 | 長門市 |
| 深川村       | 明治初年 西深川村       | 深川村                     | 深川村                     | 昭和3年11月1日 町制 深川村  | 昭和29年3月31日 長門市     | 平成17年3月22日 長門市 | 長門市 |
| 深川村       | 明治初年 深川湯本村     | 深川村                     | 深川村                     | 昭和3年11月1日 町制 深川村  | 昭和29年3月31日 長門市     | 平成17年3月22日 長門市 | 長門市 |
| 真木村       |                         | 深川村                     | 深川村                     | 昭和3年11月1日 町制 深川村  | 昭和29年3月31日 長門市     | 平成17年3月22日 長門市 | 長門市 |
| 渋木村       |                         | 深川村                     | 深川村                     | 昭和3年11月1日 町制 深川村  | 昭和29年3月31日 長門市     | 平成17年3月22日 長門市 | 長門市 |
| 瀬戸崎浦     | 瀬戸崎浦                | 仙崎通村                   | 明治32年4月1日 改称 仙崎村 | 大正3年4月15日 町制 仙崎町  | 昭和29年3月31日 長門市     | 平成17年3月22日 長門市 | 長門市 |
| 東大日浦     | 幕末期 瀬戸崎浦に合併   | 仙崎通村                   | 明治32年4月1日 改称 仙崎村 | 大正3年4月15日 町制 仙崎町  | 昭和29年3月31日 長門市     | 平成17年3月22日 長門市 | 長門市 |
| 青海村       | 幕末期 瀬戸崎浦に合併   | 仙崎通村                   | 明治32年4月1日 改称 仙崎村 | 大正3年4月15日 町制 仙崎町  | 昭和29年3月31日 長門市     | 平成17年3月22日 長門市 | 長門市 |
| 白潟浦       | 明治初年 瀬戸崎浦に合併 | 仙崎通村                   | 明治32年4月1日 改称 仙崎村 | 大正3年4月15日 町制 仙崎町  | 昭和29年3月31日 長門市     | 平成17年3月22日 長門市 | 長門市 |
| 通村         | 通村                    | 仙崎通村                   | 明治32年4月1日 分立 通村   | 通村                        | 昭和29年3月31日 長門市     | 平成17年3月22日 長門市 | 長門市 |
| 俵山村       | 俵山村                  | 俵山村                     | 俵山村                     | 俵山村                      | 昭和29年3月31日 長門市     | 平成17年3月22日 長門市 | 長門市 |
| 三隅上村     | 三隅上村                | 三隅村                     | 三隅村                     | 昭和17年11月3日 町制 三隅町 | 三隅町                     | 平成17年3月22日 長門市 | 長門市 |
| 三隅中村     |                         | 三隅村                     | 三隅村                     | 昭和17年11月3日 町制 三隅町 | 三隅町                     | 平成17年3月22日 長門市 | 長門市 |
| 三隅下村     |                         | 三隅村                     | 三隅村                     | 昭和17年11月3日 町制 三隅町 | 三隅町                     | 平成17年3月22日 長門市 | 長門市 |
| 伊上村       | 伊上村                  | 菱海村                     | 菱海村                     | 菱海村                      | 昭和29年5月1日 油谷町      | 平成17年3月22日 長門市 | 長門市 |
| 河原村       |                         | 菱海村                     | 菱海村                     | 菱海村                      | 昭和29年5月1日 油谷町      | 平成17年3月22日 長門市 | 長門市 |
| 新別名村     |                         | 菱海村                     | 菱海村                     | 菱海村                      | 昭和29年5月1日 油谷町      | 平成17年3月22日 長門市 | 長門市 |
| 久富村       |                         | 菱海村                     | 菱海村                     | 菱海村                      | 昭和29年5月1日 油谷町      | 平成17年3月22日 長門市 | 長門市 |
| 津黄村       | 津黄村                  | 宇津賀村                   | 宇津賀村                   | 宇津賀村                    | 昭和29年5月1日 油谷町      | 平成17年3月22日 長門市 | 長門市 |
| 後畑村       |                         | 宇津賀村                   | 宇津賀村                   | 宇津賀村                    | 昭和29年5月1日 油谷町      | 平成17年3月22日 長門市 | 長門市 |
| 角山村       |                         | 宇津賀村                   | 宇津賀村                   | 宇津賀村                    | 昭和29年5月1日 油谷町      | 平成17年3月22日 長門市 | 長門市 |
| 向津具上村   | 向津具上村              | 向津具村                   | 向津具村                   | 向津具村                    | 昭和29年5月1日 油谷町      | 平成17年3月22日 長門市 | 長門市 |
| 向津具下村   |                         | 向津具村                   | 向津具村                   | 向津具村                    | 昭和29年5月1日 油谷町      | 平成17年3月22日 長門市 | 長門市 |
| 川尻村       |                         | 向津具村                   | 向津具村                   | 向津具村                    | 昭和29年5月1日 油谷町      | 平成17年3月22日 長門市 | 長門市 |
| 蔵小田村     | 一部を除く              | 日置村                     | 日置村                     | 日置村                      | 昭和29年5月1日 油谷町      | 平成17年3月22日 長門市 | 長門市 |
| 蔵小田村     | 一部                    | 日置村                     | 日置村                     | 日置村                      | 昭和53年4月1日 町制 日置町 | 平成17年3月22日 長門市 | 長門市 |
| 日置上村     |                         | 日置村                     | 日置村                     | 日置村                      | 昭和53年4月1日 町制 日置町 | 平成17年3月22日 長門市 | 長門市 |
| 日置中村     |                         | 日置村                     | 日置村                     | 日置村                      | 昭和53年4月1日 町制 日置町 | 平成17年3月22日 長門市 | 長門市 |
| 日置下村     |                         | 日置村                     | 日置村                     | 日置村                      | 昭和53年4月1日 町制 日置町 | 平成17年3月22日 長門市 | 長門市 |
| 野田村       |                         | 日置村                     | 日置村                     | 日置村                      | 昭和53年4月1日 町制 日置町 | 平成17年3月22日 長門市 | 長門市 |

## 行政
歴代郡長
| 代 | 氏名 | 就任年月日               | 退任年月日                | 備考                   |
| -- | ---- | ------------------------ | ------------------------- | ---------------------- |
| 1  |      | 明治12年（1879年）1月6日 |                           |                        |
|    |      |                          | 大正15年（1926年）6月30日 | 郡役所廃止により、廃官 |